# 宮家
宮家（日语：／ Miyake */?），是日本皇室的一種制度，起源於12世紀的鎌倉時代。宮家是皇室的旁支，相當於中國宗法制度中嫡系皇位繼承者以外的大宗（即別子為宗，如藩王、親王），擁有天皇嫡系血脈及宮家當主的所有男性後裔（除了未來將繼承當主的長子）在成年、成婚後皆可創設宮家，並世襲天皇御賜的宮號，而宮號的授予和宮家的創立不一定同時。依該宮家當主和天皇的血緣關係又有直宮家和一般宮家的分別。當主，是指該宮家之主，通常情況下為男性，但在男性當主過世、又無男性後裔繼承當主時，則以已逝男性當主的正室為新任當主。由於今上天皇德仁沒有兒子，因此日本皇室最年輕的現任宮家當主為德仁天皇之弟、明仁上皇之次子文仁親王。

## 現存宮家
- 秋篠宮（／ Akishino-no-Miya，当主：文仁親王）
- 常陸宮（／ Hitachi-no-Miya，当主：正仁親王）
- 三笠宮（／ Mikasa-no-Miya，当主：寬仁親王妃信子）
- 高圓宮（／ Takamado-no-Miya，当主：憲仁親王妃久子）

## 概略
鎌倉時代以後，由於親王宣下的制度，使得本來沒有資格繼承皇位的二代以後的王、上皇養子，其所受封的親王稱號被後世子孫承襲的情況非常普遍，此情況被後世稱為世襲親王家，而這也是現在創設宮家的源流。例如鎌倉時代中期的順德天皇，他的兩個皇子岩倉宮忠成王、四辻宮善統親王，他們的宮號就被其子孫所承襲下去。
真正被普遍認為是世襲親王家之開端者，是室町時代的龜山天皇之皇子——恆明親王所創設的常盤井宮，及後二条天皇的皇子邦良親王所創設的木寺宮。上述兩位親王，原本都有繼承皇位的可能性，但受到當時持明院統及大覺寺統的兩統迭立之影響，因此無法繼承皇位。而兩位親王所擁有的領地和莊園，皆被他們的後世子孫作為主要的經濟基礎。
常盤井宮、木寺宮兩宮家，在室町時代都因為沒有後嗣能繼承宮家而血統斷絕。而在創設這兩個宮家後，一直到二戰後脫離皇籍的宮家為止，在這長達約550年的時間裡，一直延續下來的宮家是伏見宮。
在室町時代時，小倉宮及玉川宮等，都被當作是南朝的後裔。在繼承皇位的爭奪戰中失意的皇族，或許可以說是為了和本家（天皇皇族）在政治上分庭抗禮而創設宮家，因此對那個時代的天皇而言，或許創設這樣的宮家並非天皇的本意，但日後世襲親王家便是由此開始。
之後到了安土桃山時代，因為朝廷及皇室的權力日漸衰退的影響，因此世襲親王家的創設，如果沒有朝廷以外的經濟力量支援，將變的非常困難，對朝廷來說不如接受情況的改變。之後隨著政權的統一而創設的宮家有：桂宮、有栖川宮、閑院宮等三個宮家，而此三宮家再和早前的伏見宮，這四個世襲親王家被稱為「四親王家」。

## 明治時代以後
從幕末至明治時代以來，新的宮家陸續創設。文久三年（1863年）創設中川宮家（後依序更迭為賀陽宮、久邇宮）；元治元年（1864年）創設山階宮；明治三年（1870年），創設梨本宮、聖護院宮、北白川宮、華頂宮、東伏見宮（明治十五年（1882年）成為小松宮家之養子）等宮家；明治25年（1892年）的賀陽宮；明治36年（1903年）的東伏見宮；明治39年（1906年），明治天皇又為三個準女婿創設了朝香宮、竹田宮、東久邇宮等三個宮家。
明治22年（1889年），根據《皇室典範》，永世皇族制復活，因親王宣下而出現的世襲親王家的制度便被廢止，但仍有新的宮家創設，大正天皇的三個皇子分別創設了秩父宮、高松宮和三笠宮。
在二戰之後，由於日本財政窘迫，無法繼續維持往昔的皇室規模，以及駐日盟軍總司令部（GHQ）指示，因此有許多宮家都依《皇室典範》第九条脫離皇籍，前述的眾多宮家中，除去大正天皇的三個直宮家——秩父宮、高松宮和三笠宮以外，總共有11個宮家、51位舊皇族成員臣籍降下獲賜姓成為平民。

## 現今問題
秋篠宮當主文仁親王及其妃紀子，在平成18年（2006年）產下現今日本皇室唯一的男嗣悠仁親王；除此之外，其他宮家的男嗣自昭和29年（1954年）出生的高圓宮憲仁親王之後，直至現今沒有其他男性皇嗣誕生。而根據《皇室典範》第九条：「天皇或皇族不得領養養子」所引申的意義，女性皇族也無法創設宮家。
現存的宮家普遍又有後嗣斷絕的問題，根据现行的皇室继承规章，四宫家中已有三宫家被认定将因为绝嗣而在未来断绝（分别是常陆宫、三笠宫和高圆宫）。因此為保持皇位的繼承，創設新的宮家有著急切的必要性，或修改《皇室典範》、允許女性皇族成立宮家；或由現存的宮家當主迎明治維新後及二戰後脫離皇籍的男性皇族之子孫將其作為養子以繼承宮家等，上述的眾多說法同時爭論著，至今仍沒有一個統一的意識形成。

## 相關条目
- 直宮家
- 世襲親王家
- 旧皇族
- 臣籍降下
- 皇別（日语：皇別）
- 皇別攝家
- 日本皇位繼承
- 女性宮家

## 外部連結
- 『日本の親王・諸王』